# 黑毛无心菜
黑毛无心菜（学名：Arenaria ionandra var. melanotricha）为石竹科无心菜属下的一个变种。